# Lagos (stan)
Lagos – stan w południowo-zachodniej części Nigerii.
Lagos leży nad Zatoką Gwinejską i sąsiaduje ze stanem Ogun. Jego stolicą jest Ikeja. Powstał w 1967. Liczy ok. 10,4 milionów mieszkańców. Stan zróżnicowany etnicznie - większość stanowią Jorubowie, lecz są również liczni reprezentanci Hausa, Ibo i innych.
W stanie rozwinął się przemysł energetyczny, elektromaszynowy, chemiczny, mineralny oraz spożywczy.

## Podział administracyjny
Stan podzielony jest na 20 lokalnych obszarów administracyjnych:
| - Agege - Ajeromi-Ifelodun - Alimosho - Amuwo-Odofin - Apapa - Badagry - Epe | - Eti-Osa - Ibeju-Lekki - Ifako-Ijaye - Ikeja - Ikorodo - Kosofe - Lagos Island | - Lagos Mainland - Mushin - Ojo - Oshodi-Isolo - Shomolu - Surulere |

## Kalendarium
- 28 sierpnia 1860 - W Lagos powstał pierwszy kościół katolicki w Nigerii[3].
- 1862 - Lagos staje się kolonią brytyjską.
- 1914 - Lagos staje się stolicą brytyjskiego Protektoratu Południowej Nigerii.
- 21 grudnia 1923 - w Lagos powstaje organizacja muzułmańska Ansar Ud Deen.
- 1925 - w Lagos rozpoczyna swoją publikację gazeta Daily Times of Nigeria.
- 1930 - został zbudowany stadion Onikan Stadium.
- 1957 - zostało otworzone Narodowe Muzeum Nigerii.
- 1962 - otworzony zostaje University of Lagos.
- 27 maja 1967 - utworzenie stanu Lagos.
- 1972 - otwarto Stadion Narodowy w Lagos.
- 1975 - zostaje założony klub piłkarski Julius Berger FC.
- 1979 - zostaje otwarty Port lotniczy Lagos.
- 1981 - zostaje założony megakościół Kaplica Zdobywców (Winners' Chapel).
- 1989 - odbywają się Mistrzostwa Afryki w Lekkoatletyce.
- 1992 - założono szkółkę piłkarską Pepsi Football Academy.
- 1995 - swoje publikacje rozpoczyna gazeta Thisday.
- 2002 - Eksplozja w Lagos (2002), wybuchy podziemnych magazynów amunicji w których zginęło ponad 1000 osób.
- 2006 - publikację zaczyna gazeta Nation.
- 15-19 listopada 2006 - W mieście Lagos, odbyła się krucjata chrześcijańska prowadzona przez ewangelizatora Reinharda Bonnke, na której gromadziło się kilkaset tysięcy ludzi[4].
- 2007 - otwarto stadion Teslim Balogun Stadium.
- 2012 - stan przekracza liczbę 10 milionów mieszkańców.